# Покшешть
Покшешть (рум. Pocșești) — село в Оргіївському районі Молдови. Входить до складу комуни, адміністративним центром якої є село Доніч.

## Населення
За даними перепису населення 2004 року у селі проживали 100 осіб, усі — молдавани.